# 조원희 (작가)
조원희(1979년 ~ )는 대한민국의 그림책 작가이다. 그녀의 그림책은 주로 자연, 동물, 감정 등의 주제를 담아내고 있다. 2009년에 첫 그림책 《얼음소년》을 출간하였으며, 2013년 《이빨사냥꾼》과 2015년 《중요한 문제》로 볼로냐국제아동도서전 올해의 일러스트레이터로 선정되었다. 2017년에는 《이빨사냥꾼》으로 볼로냐 라가치상 픽션부문 스페셜멘션(Special mentions) 수상을 하였다.

## 생애
조원희는 1979년 2남 1녀중 둘째로 서울에서 태어나, 6살 때 가족과 함께 이사하여 고등학교 졸업할 때까지 광주에서 자랐다. 어린 시절 친구들과 어울려 놀기보다는 혼자 조용히 노는 것을 선호하고 그림 그리기, 독서, 영화 보는 것을 즐겨했다. 특히 동물이나 개미, 거미와 같은 작은 생물들을 관찰하는 것을 좋아하여 중학교 시절에는 동네에 있던 작은 사설 동물원이 폐업할 때까지 매주 갔다.
1999년 홍익대학교에서 멀티미디어디자인을 전공하고, 졸업 후 디자이너로 활동하였다. 이후 디자인보다 그림을 그리고 싶어 HILLS에 2006년 입학한 조원희는 ‘눈, 사람, 눈사람’이라는 공통 소재의 포스트 프로그램 전시에서 지구온난화 문제를 다루는 그림책 《얼음소년》을 작업하게 된다. 그 작업을 본 느림보 출판사의 제안으로 2009년 그녀의 첫 그림책 《얼음소년》이 출간되었고 이를 계기로 그림책 작가의 길을 걷게 된다. 이후 반려동물의 죽음을 다룬 《혼자 가야 해》(느림보, 2011), 자연과 인간의 자연스러운 관계를 그린 《근육 아저씨와 뚱보 아줌마》(상그라픽아트, 2012/사계절 재출간, 2022)의 작업을 이어갔다. 현재 강아지 한 마리와 서울에서 살고 있다. 

## 이력
조원희는 2009년 《얼음소년》을 첫 책으로, 자연과 동물 중심의 작업을 이어오고 있다. 일상의 소중함을 다룬 그림책 《중요한 문제》(이야기꽃, 2017)는 2015년 볼로냐 국제도서전 올해의 일러스트레이터로 선정됨으로써 작가의 작품세계에 이목을 집중시켰다. 조원희 작가의 이름을 본격적으로 알리게 된 2014년에 출간된 《이빨 사냥꾼》은 2017년, 볼로냐 라가치상 픽션부문 스페셜멘션(Special mentions) 수상을 하였다. 이는 작가 작품의 해외 판권 수출에도 영향을 미치는 계기가 되었다. 

## 스타일
조원희의 작품에는 자연, 동물, 가족, 감정, 사회적 논점들의 이야기가 자주 등장한다. 그림책의 글과 그림에서는 자유롭고 힘 있는 그림과 어투, 당당하고 뚜렷한 세계관이 돋보인다. 《얼음소년》, 《혼자 가야 해》 등과 같은 초기 작품들과 비교해 보면, 최근 작품들의 표현방식은 점점 더 심플해지고 있다. 배경묘사는 최소화하고 캐릭터나 레이아웃에 집중하여 여백을 통해서도 서사를 전달하는 작품을 선보이고 있다. 단순한 이미지의 반복은 복잡한 감정을 명료하게 드러내며 사람 자체보다는 관계에 주목하고, 세밀한 감정을 일관성 있게 끝까지 밀고 나가는 데 효과적으로 활용된다. 그림의 선보다는 면과 색, 레이아웃이 중심이 될 때가 많으며, 색채의 뚜렷한 대비를 통해 이야기를 효과적으로 전달하는 작가이다. 특히 《미움(만만한책방, 2020)》과 《우리 집은(이야기꽃, 2021)》의 절제된 색과 여백은 단순하면서도 굵직한 선에 담긴 정서적인 감정에 주목하게 하고, 이를 통해 어린이의 심리와 사회 문제를 드러낸다. 그림책 작가 데뷔 이후 거의 매년 3개 이상의 작품을 내며 왕성한 활동을 이어가는 그녀는, 자신만의 작품세계를 단단하게 구축해나가고 있다.  

## 수상내역
- 2017 《이빨사냥꾼》 Special Mention of the Selected Illustrators, Bologna Children's  Book Fair (BCBF)
- 2015 《중요한 문제》 Selected Illustrators, Bologna Children’s Book Fair (BCBF)
- 2013 《이빨사냥꾼》 Selected Illustrators, Bologna Children’s Book Fair (BCBF)

## 작품활동
인터뷰에서 그녀는 비록 이상적일지라도, 기본적인 배려와 상대방을 있는 그대로 받아들이는 마음가짐이 함께 살아가는 데 있어 가장 중요한 요소라고 말했다. 이는 작고 큰 구성원들이 함께 어울려 사는 그녀의 작품에 잘 반영되어있다. 
- 2023 근육아저씨와 뚱보아줌마 -숲 (사계절) - 복간
- 2023 근욱아저씨와 뚱보아줌마 -호수 (사계절)
- 2021 우리 집은 (이야기꽃)
- 2020 미움 (만만한책방)
- 2018 앗! 줄이다! (웅진주니어)
- 2018 동구관찰 (NC문화재단)
- 2018 콰앙! (시공사)
- 2017 중요한 문제 (이야기꽃)
- 2014 이빨 사냥꾼 (이야기꽃)
- 2012 근육아저씨와 뚱보아줌마 (상출판사) - 절판
- 2011 혼자 가야 해 (느림보)
- 2009 얼음소년 (느림보)

## 다른 저자와의 협업
- 2023 문 밖에 사자가 있다(뜨인돌)
- 2021 아빠를 빌려줘 (한솔수북)
- 2020 염소 4만원 (그린북)
- 2019 밀어내라 (한솔수북)
- 2019 내일 또 싸우자! (소원나무)
- 2019 엄마는 너를 위해 (낮은산)
- 2018 나는 아빠가 (우주나무)
- 2017 고양이손을 빌려드립니다 (웅진주니어)
- 2015 까불지 마! (논장)
- 2013 나 비뚤어질거야! (한솔수북)

## 수출도서
- 2022 앗 줄이다! (Picarona, 스페인)
- 2022 콰앙! (Guangxi nomal uiversity press group, 중국)
- 2018 이빨사냥꾼 (Alvita publishing, 중국)
- 2017 이빨사냥꾼 (cambourakis, 프랑스)
- 2014 근육아저씨와 뚱보아줌마 (orecchio acerbo, 이탈리아) - 절판